# Gimpte

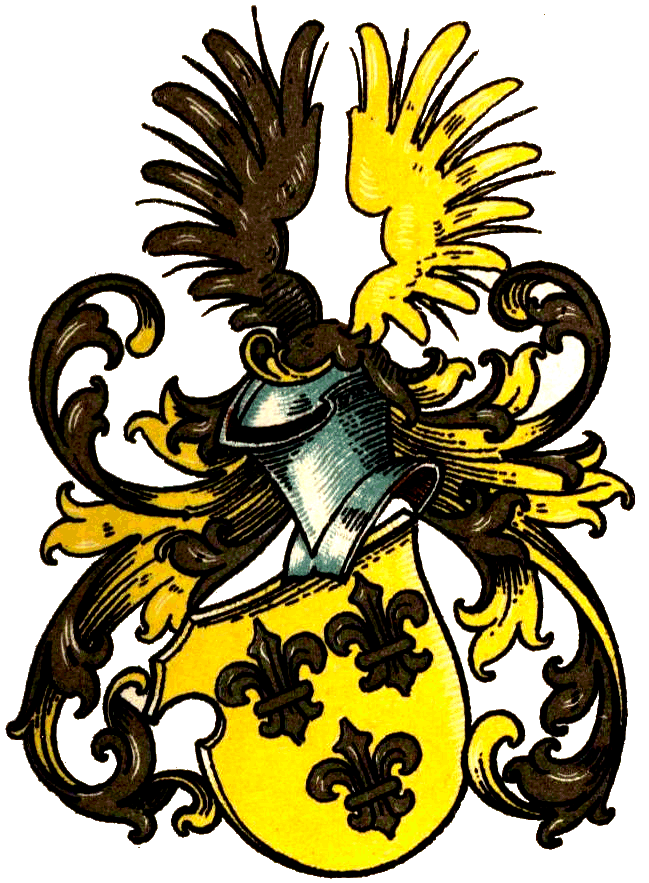
Wappen derer von Gimpte (Gympte) im Wappenbuch des Westfälischen Adels

Die Familie von Gimpte ist ein ritterbürtiges Uradelsgeschlecht des Stiftes Münster und Burgmannengeschlecht der Landesburg Nygenborch.

## Geschichte

### Ursprung
Der Namensgeber Hermanno de Gymmethe (* um 1250) wird erstmals 1276 als Ritter der Landesburg Nygenborch und Ministeriale des Bischofs zu Münster Everhard von Diest erwähnt.
Der Name wird abgeleitet vom Dorf Gimbte, heute ein Ortsteil der Stadt Greven an der Ems. Die älteste Namensform stammt aus dem Verzeichnis des Überwasserstiftes Münster aus dem 11. Jahrhundert und lautet Gimmethe. Der Name könnte dahingehend interpretiert werden, dass Meth im altniederdeutschen Math, Matte oder Grasland bedeutet und in Gim das Wort Kimm oder Kimme = Rand oder Horizont steckt. Die Interpretation würde dann etwa Grasland am Ufer oder Rand eines Flusses bedeuten.

### Verbreitung
Das Geschlecht wird zwischen 1276 und 1615 in den Urkunden und Prozessunterlagen des Bistums Münster aufgeführt. Verbindungen bestanden unter anderem zu den Adelsfamilien Keppel, Buldern, Oldenburg, Rechede, Ascheberg, Mensink, Rorup, Bever, Wullen, Mecheln.
Hermann v. Gimbte war als Ritter des Deutschen Ordens 1418–1419 Hauskomtur von Riga, 1420–1421 Vogt von Narva und spätestens 1426 Komtur in Bremen. Bernhard von Gimbte war 1429 Komtur des Deutschen Ordens in Bremen.
Gisela von Gimpte, Witwe des Ritters Cord von Mecheln, war Erbin der Mechelnschen Güter, die unter anderem auf dem Gebiet der heutigen Städte und Gemeinden Ahlen, Hoetmar und Vorhelm lagen. Lambert von Oer zu Kakesbeck, 1440 geboren, verheiratet mit Johanna von Middachten, kaufte im Jahre 1491 zusammen mit Gerd von Beverförde zu Werries die Mechelschen Güter der Gisela von Gimpte. Aufgrund ihres Alters und schlechten Gesundheitszustandes, sie war erblindet, konnte sie die geerbten aber überschuldeten Güter nicht mehr verwalten. Nach dem Verkauf lebte sie kurz auf einem der Güter des von Beverförde und zog 1492 auf die Burg Kakesbeck. Sie wurde von Lambert von Oer standesgemäß in einem Wohnturm auf einer Vorburg beherbergt und mit einer angemessenen Leibzucht versorgt. 1499 erklärte sie vor Gericht, dass alle Ansprüche aus dem Verkauf der Mechelschen Güter abgegolten seien und zog nach Dortmund. Unter dem Einfluss von Hermann von Ascheberg und seiner Frau Anna von Gimpte, die Nichte der Gisela, widerrief sie am 15. Juni 1503 den Verkauf der Mechelschen Güter von 1491 und verklagte Lambert von Oer vor dem Hofgericht in Münster. Sie sei betrogen und übervorteilt worden und Lambert von Oer hätte sie gegen ihren Willen neun Jahre lang auf Burg Kakesbeck gefangen gehalten. Bereits 1503 hatten Hermann von Ascheberg und seine Frau Anna von Gimpte, gerichtlich Einspruch gegen den Verkauf eingelegt, da sie sich als rechtmäßige Erben der Mechelschen Güter sahen. Es erging aber vom Hofgericht in Münster kein abschließendes Urteil. Zwischen 1510 und 1520 klagte Anna von Gimpte vor den Offizialatgerichten Münster/Werl und Köln. Hier wurden ihre Einsprüche und Klagen abgewiesen und ihr darüber hinaus „ewiges Schweigen“ auferlegt. Jaspara, Tochter von Hermann von Ascheberg und Anna von Gimpte, heiratete 1518 Goddert von Harmen. Harmen, zwischen 1515 und 1519 Kumpane des Reichsritters Franz von Sickingen, erkannte die Möglichkeit eines erheblichen Zugewinns für sich und das Haus Ascheberg. Er überfiel am Sonntag, den 25. Juli 1520 mit acht Helfershelfern in unmittelbarer Nähe der Burg Kakesbeck Lambert von Oer. Sie schlugen ihn vom Pferd verwundeten ihn, nahmen ihm Pferd und Waffen ab, schlugen ihn in ein eisernes Halsband und zwangen ihn zu einem Eid auf die Bibel, dass er sich am 29. Juli auf Haus Padberg im Sauerland einzufinden habe. Dort würde er von Hermann von Ascheberg eine Erklärung zum Überfall erhalten. Lambert jedoch ritt noch am Tag des Überfalls nach Münster. Schmiedemeister Thiele Schwoll sollte ihn vom Halsband befreien. Einige Tage nach dem Überfall erschien Lambert von Oer vor dem tagenden Landtag, zeigte das Halsband und schilderte was ihm widerfahren war. Der Landtag protestierte dann auch einmütig und verurteilte den unehrenhaften und unritterlichen Überfall des Goddert von Harmen auf den hoch angesehenen Lambert von Oer. In den folgenden Jahren eskalierte der Streit um die Mechelschen Güter und die letzte große Ritterfehde erfasste weite Teile des Münsterlandes. Erst 1528 kam es zu einem Vergleich. Goddert von Harmen verzichtete auf die Mechelschen Güter und erhielt als Entschädigung von den von Oers 4500 Goldgulden. (entnommen aus "Gimpte zu Nyghenborch" Genealogie eines Uradelsgeschlecht, H.-J. v. Gimpte, 2013, Seiten 55–73)
Das eiserne Halsband des Lambert von Oer zu Kakesbeck wird heute auf Burg Vischering aufbewahrt und im dortigen Münsterlandmuseum ausgestellt. Es ist ein einzigartiges und perfide konstruiertes Meisterwerk damaliger Schlosserkunst. Autoren der vergangenen Jahrhunderte, die über das Halsband berichteten, schrieben die Anfertigung einem Meister in Nürnberg zu. Auf Initiative von Heinrich-Josef v. Gimpte, einem Nachfahren Cord von Gimptes, Bruder der o. g. Gisela, und mit Erlaubnis des heutigen Eigentümers des Halsbandes, Benedikt Graf Droste zu Vischering, untersuchten im Oktober des Jahres 2012 Prof. Dr. Ünsal Yalcin und Dr. Michael Prange vom Archeometallurgischen Institut des Bergbaumuseums Bochum auf der Burg Vischering das Halsband. Sie erstellten vor Ort eine Röntgenfluoreszenzanalyse des eisernen Halsbandes. Prof. Yalcin wies hier auf einen ungewöhnlich hohen Anteil an Phosphor in der Eisenlegierung hin und verwies auf die damals geförderten Erze des Sauerlandes. Auf der Innenseite des Halsbandes fiel den Wissenschaftlern eine leicht rötlich-goldschimmernde Verfärbung auf. Hier ergab die Messung, dass es sich um eine Messinglegierung handelt. Im Dezember 2012 wurde auf Empfehlung von Prof. Yalcin eine weitere Röntgenuntersuchung im Institut für Westfälische Geschichte des Landschaftsverbandes Westfalen-Lippe in Münster durchgeführt. Erstmals war es möglich, die kompliziert raffinierte Verschlussmechanik einzusehen. Auch die Messinglegierung konnte durch den Restaurator, Eugen Müsch, erklärt werden. Die einzeln geschmiedeten Teile des Halsbandes wurden durch die flüssig eingegossene Messinglegierung zusammengefügt. Aufgrund der Metalllegierungen und der Konstruktion vermutet von Gimpte, dass das Eisenerz, die Verarbeitung und die Herstellung im sauerländischen Bereich (v. Gimpte vermutet Iserlohn) lagen. Bei genauer Betrachtung ist deutlich zu erkennen, dass die innen liegenden vier Zacken weder besonders spitz noch scharf sind. Das Halsband sollte physisch und psychisch, also im doppelten Sinne des Wortes, Druck auf den Träger ausüben und ihn, sozusagen auf Distanz gefangen nehmen, um ihn dadurch an seinen geleisteten Eid zu erinnern. Auf der Innenseite sind noch zwei der sechs Eisenplatten vorhanden. Die mittlere hatte der Schlosser mit einer 2 × 2 mm großen Öffnung für einen Hakenschlüssel versehen. Der Schlüssel konnte nur eingeführt werden, wenn zuvor eine Platte an der Unterseite des Halsbandes entfernt wurde. Der Schmied in Münster hatte zwar die Platte entdeckt, durchschaute aber nicht die Verschlussmechanik. Er dornte das Halsband an der Stelle auf, wo die beiden Hälften zusammenstießen und konnte das Halsband letztendlich nur mit Gewalt aufhebeln. (entnommen aus "Gimpte zu Nyghenborch" Genealogie eines Uradelsgeschlechts, H.-J. v. Gimpte, 2013, Seiten 47–55)

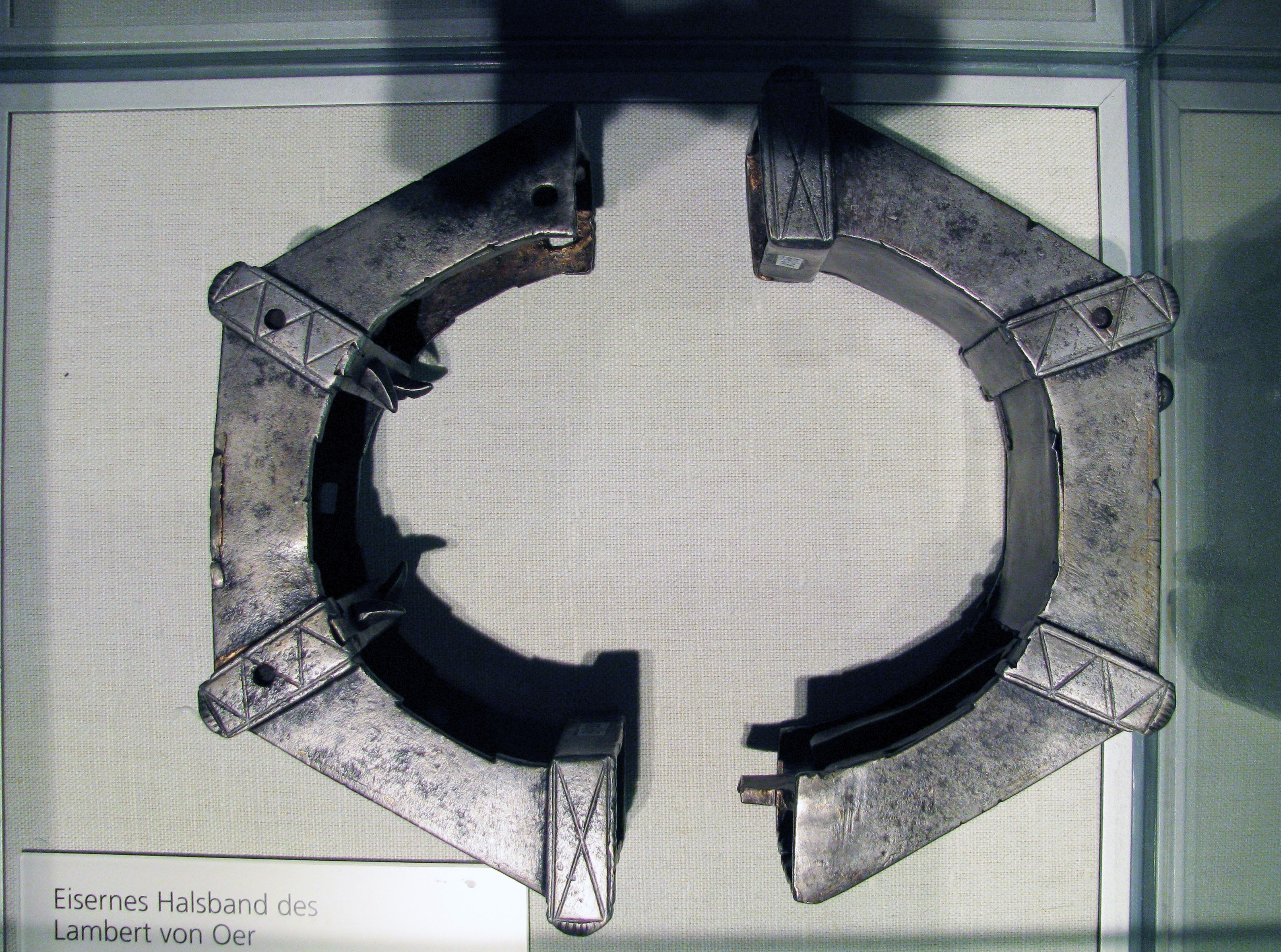
Eisernes Halsband des Lambert von Oer

Von 1600 bis 1900 war die Familie in den Kirchenbüchern der Pfarrei St. Agatha der Gemeinde Epe aufgeführt.

## Wappen

Ortswappen von Gimbte

Das Wappen zeigt in Gold drei schwarze Lilien, auf dem Helm je ein schwarzer (rechts) und ein goldener (links) Flügel, die Helmdecken sind ebenfalls golden und schwarz.
Aus diesem Wappen wurden die Lilien in das Wappen der Gemeinde Gimbte (1939–1974) übernommen.